# Figen Yüksekdağ
Figen Yüksekdağ Şenoğlu (ur. 9 listopada 1971) – turecka polityk, jedna z dwóch (obok Selahattina Demirtaşa) liderów Ludowej Partii Demokratycznej.

## Życiorys
Urodziła się w Gölovası w prowincji Adana. Pochodzi z sunnickiej rodziny tureckich farmerów. Dorastała jako dziewiąte z dziesięciorga dzieci w wiejskim gospodarstwie domowym we wsi Gölovası w prowincji Adana. Şenoğlu opisywała swoją rodzinę jako pobożną, konserwatywną i nacjonalistyczną. Niemniej jednak jej ojciec chciał, aby jego córki studiowały i odnosiły sukcesy. W liceum zaczęła angażować się w działalność polityczną i wstąpiła do ruchu robotniczego. Kiedy została aresztowana podczas demonstracji z okazji Międzynarodowego Dnia Pracy, doprowadziło to do konfliktów w rodzinie. W wieku 18 lat opuściła dom i wyjechała do Stambułu; później stosunki z jej rodziną znów się znormalizowały.

### Kariera polityczna
W 2002 startowała w wyborach do Wielkiego Zgromadzenia Narodowego Turcji jako kandydat niezależny. Przez wiele lat była związana z ruchem obrony praw kobiet. Jako redaktor pracowała w magazynie „Socialist Woman”. W 2009 trafiła do aresztu ze względu na treść publikowanych przez siebie artykułów w komunistycznej gazecie „Atılım”.
Jest współzałożycielką Socjalistycznej Partii Uciskanych, w której była liderem od 2010 do 2014, kiedy to objęła stanowisko współprzewodniczącego w Ludowej Partii Demokratycznej.
W nocy z 3 na 4 listopada 2016 została aresztowana, podobnie jak współprzewodniczący partii, za niestawiennictwo w sądzie w charakterze świadków w postępowaniach dotyczących terroryzmu. W końcu 2017 r. turecki Sąd Najwyższy anulował jej członkostwo w Ludowej Partii Demokratycznej.